# 雾谷
雾谷（英語：Foggy Bottom），位于美国华盛顿哥伦比亚特区西北区，地处賓夕法尼亚大道以南的19到24街区。因其地处波多馬克河河岸边，常被雾与都市废气笼罩而得名。由于这里是美国国务院所在地，因而「雾谷」有时用以代稱美国国务院。
乔治·华盛顿大学于1912年将校址迁往此处。
雾谷的景点包括肯尼迪表演艺术中心以及臭名昭著的导致理查德·尼克松总统辞职的水门事件所在地水门综合大厦。 乔治华盛顿大学在过去的几十年中取得了长足的发展，现在覆盖了该社区的大部分地区，该社区拥有许多历史悠久的老房子和众多中层公寓楼。 雾谷附近社区的历史部分被保留并列入国家史迹名录。 约翰·肯尼迪表演艺术中心就位于水门综合大楼的南面，在波托马克河岸边，是国家交响乐团的所在地，并举办了许多其他戏剧和音乐展览。 西蒙·玻利瓦尔纪念馆在弗吉尼亚大道上。 DAR宪法厅，乔治华盛顿大学的利斯纳礼堂和史密斯中心经常是大型音乐会的举办地。雾谷也是美国海军天文台原址的所在地。
雾谷的南端是许多联邦政府办公室的所在地，其中包括国务院。内政部总部、印度事务局总部和联邦储备委员会建筑物均位于弗吉尼亚大道上或周围。 雾谷东端是艾森豪威尔行政办公大楼，是美国总统行政办公室和美国副总统办公室的所在地，办公室再向东就是白宫。
雾谷还是众多国际和美国国内组织的所在地。 世界银行、国际金融公司、国际货币基金组织、美国人事管理局、DAR宪法厅、美国药剂师协会、美国红十字会、泛美卫生组织和美洲国家组织都位于附近。 此外，墨西哥驻美大使馆和西班牙驻美大使馆也位于雾谷宾夕法尼亚大道上。